# Br-2 152mmカノン砲
Br-2 152mmカノン砲(M1935)はソビエト連邦の火砲である。ロシア語での表記はБр-2。

## 概要
本砲は口径152.4mmの重砲で、1937年よりスターリングラードに所在するBarrikady工場にて少数が生産された。
労農赤軍は152mm砲を豊富に所有し運用していたが、本砲はその中でも最も射程が長く、威力が高かった。一方で砲身寿命の短さや、牽引するには重すぎる点などが問題となっていた。この砲の、普通と最も異なる装備は装軌式の走行装置であり、これは戦間期におけるソビエト製重砲システムの幾つかと共有のものである。複数の問題があるなかで、最も注目すべきものは制限された機動性と砲身寿命の短さである。
独ソ戦を通じて使用され、改修の加えられた派生型は装輪式の走行装置を備え、Br-2Mと呼ばれた。これは少なくとも1970年代まで軍務に用いられ続けた。

## 開発と生産

### B-10
1929年、司令部主力部隊の予備として長射程152mm砲の開発が開始され、サンクトペテルブルクに所在するボルシェビキ工場は、それら部品の諸元と仕様を砲兵総局から受領した。この計画には工場指標としてB-10が与えられた。最初の砲身は1932年4月に製造され、走行装置よりも先に試験に送られた。走行装置には通常と異なる装軌式の構造が用意されていた。B-10の開発と試験は1935年まで繰り返され、俯仰操作が遅く、発射率も遅く、そして砲身寿命が短いことなどを含むいくつかの問題が示された。結果、この砲は採用されなかった。2門の砲身が製造され、施条済みの砲弾およびポリゴナル形状の砲弾を用いるため、それぞれが試験的に改修された。試験では実用的な結果が生まれなかった。電気モーターの使用による俯仰速度改善の試みは、円滑な俯仰をもたらさずに失敗した。ソビエト海軍では、沿岸砲としてT-28中戦車の車体を利用した自走形式、または牽引形式の派生型の採用を短期間検討した。牽引式の派生型であるB-25のみが工場での試作に至った。最終的に設計の欠点と、B-10を不採用とする軍の決断から、これはキャンセルされた。

### B-30およびBr-2

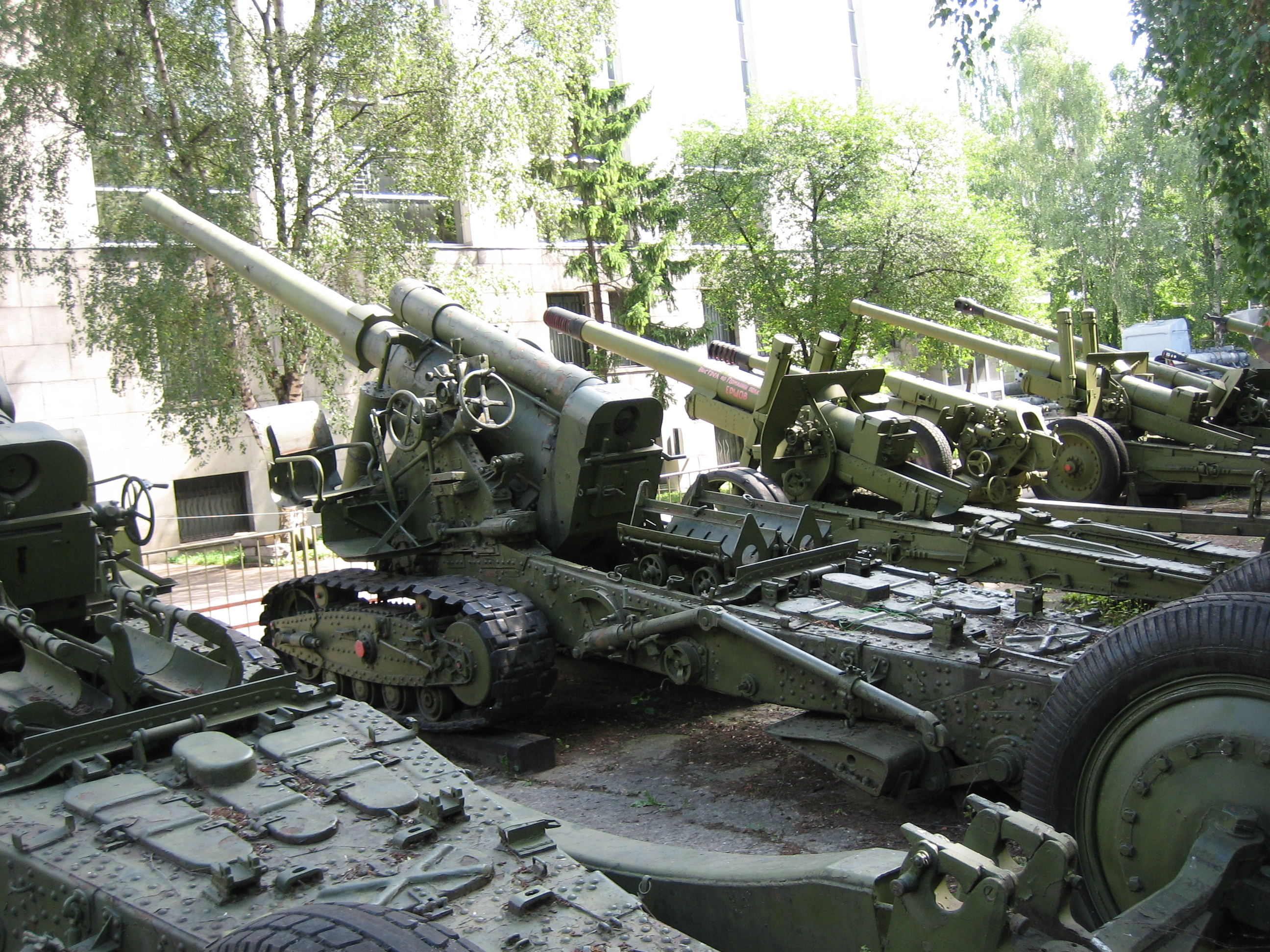
Br-2。後方からの写真。

1930年代の初期、砲兵総局は「三つ揃いの重砲」の開発を指示した。これらは同一の走行装置を用い、152mm砲、203mm野砲、そして280mm迫撃砲から構成された。開発はボルシェビキ工場とスターリングラードのBarrikady工場に委任された。152mm砲の計画はB-30と呼ばれた。しばしばこれはB-10-2-30と呼ばれる。またBarrikady工場での計画はBr-2と呼ばれた。これらは両方とも弾道的にB-10のそれと等しい砲身を用い、これにB-4 203mm榴弾砲の装軌式走行装置を装備した。
1936年の後半、ボルシェビキ工場は6門からなる一連の試作砲を作り出した。より長砲身である55口径砲身が数種類、そしてより深い施条を持つ数種類の砲身が生産された。このB-30砲身はまた、施条済みの砲弾の使用や、「アンサルド・システム」と呼ばれる様々な深さの施条の試験に用いられた。これらは最終的に不成功に終わった実験であった。
競作となった設計は大部分が同一だったが、Br-2は異なる砲身構造を持っていた。積層型砲身に対し、柔軟な内張構造を持つ。またわずかに異なるブリーチブロックと、そして砲身の釣り合いを取る平衡装置の装備があげられる。
B-30が好評価を得た試験結果にもかかわらず、砲兵総局はBr-2の採用を決定した。決断の理由は明らかではない。しかしながら量産部品に関し、砲身を内筒自由交換式へ切り替えることが決定された。それにより、この砲はB-30にやや類似することとなった。

### 改良された派生型
Br-2は採用されたものの、本砲に重大な欠点があることは明白だった。問題の一つは、砲身寿命が非常に短いことだった。100発射撃すると砲口初速は4%低下した。この問題に取り組むべく、より長い55口径の砲身が試験的に作られた。また別の試験用砲身はより小さな薬室と深い施条を有した。最終的に後者の解決法が選ばれ、1938年から、量産において、より深い施条を持つ派生型が原型の砲身にとってかわった。新しい派生型は5倍の砲身寿命を持つと主張された。しかしながら新型砲身の寿命は、異なる基準値、砲口初速10％の低下をもって測定されており、実際の改善はおそらく非常に小さいものだった。
本砲のさらなる欠点はその低い機動性であり、砲身の分解輸送によって悪化した。装軌式走行装置を改善する試み、例としては1939年に試験されたT-117試作型があげられるが、これは結局不成功となった。1938年、砲兵総局は、Br-2とB-4 203mm榴弾砲に用いる装輪式走行装置の仕様を提示した。この計画は「プラント no. 172」（ペルミ・プラント）の設計局で取り扱われ、局長はF. F. Petrovであった。設計局は他の仕事で忙しかったため、「工場指標 M-50」と呼ばれた新型車両の開発進度は遅々としたものだった。本車は設計段階から進むことなく、独ソ戦の勃発後に計画が取り下げられた。改修された装輪式運搬車であるBr-15は砲身運搬のために設計されたものであり、1940年に生産が検討されたが、走行装置の機動力を改善するものではなかったために採用されることはなかった。Br-2の派生型の開発は1955年までかかり、これはBr-2Mと呼称された。本砲は装輪式走行装置を持ち、分解輸送を必要としなかった。
射程延伸を目的とし、サボ分離式砲弾を用いたいくつかの実験において、Br-2もまた使用されたが、実験は不成功に終わった。これらは1940年に実施された実験を含み、162mm砲身から162/100mm砲弾を発射した。この砲身は試験中に損傷を受けた。加えて、この砲の弾道性は不満足なものであり、装填にも問題があると判明した。152/107mm砲弾の砲撃では、射程の大きな改善をもたらすことに失敗した。

### Br-19
Br-19は試験的な砲であり、これはBr-2後期生産型のブリーチブロック、深い施条を持つ砲身などの部品と、B-30の部品を組み合わせたものだった。この砲は1939年に審査を受け、Br-2よりも優れていると判明し、量産が推薦された。しかし製造が始まることはなかった。

### Br-21
Br-21は口径180mmの試作砲である。Barrikady工場の独自開発によるもので、Br-2の砲身を180mm口径に拡張し、B-4で運搬された。1939年12月20日に審査を受け、この砲はBr-2よりもっと強力で正確なものとなったが、しかし新規に弾薬を生産する必要があったことから、採用されることはなかった。

### 量産
Br-2は1936年もしくは1937年から1940年まで量産され、少なくとも37門が製作された。初期の砲は原型の「浅い」施条を持つ物で、本数は7本、1936年から1937年にかけて作られた。後期生産型は新規で「深い」施条を持ち、本数は27本、1939年から1940年にかけて作られた。

## 構造

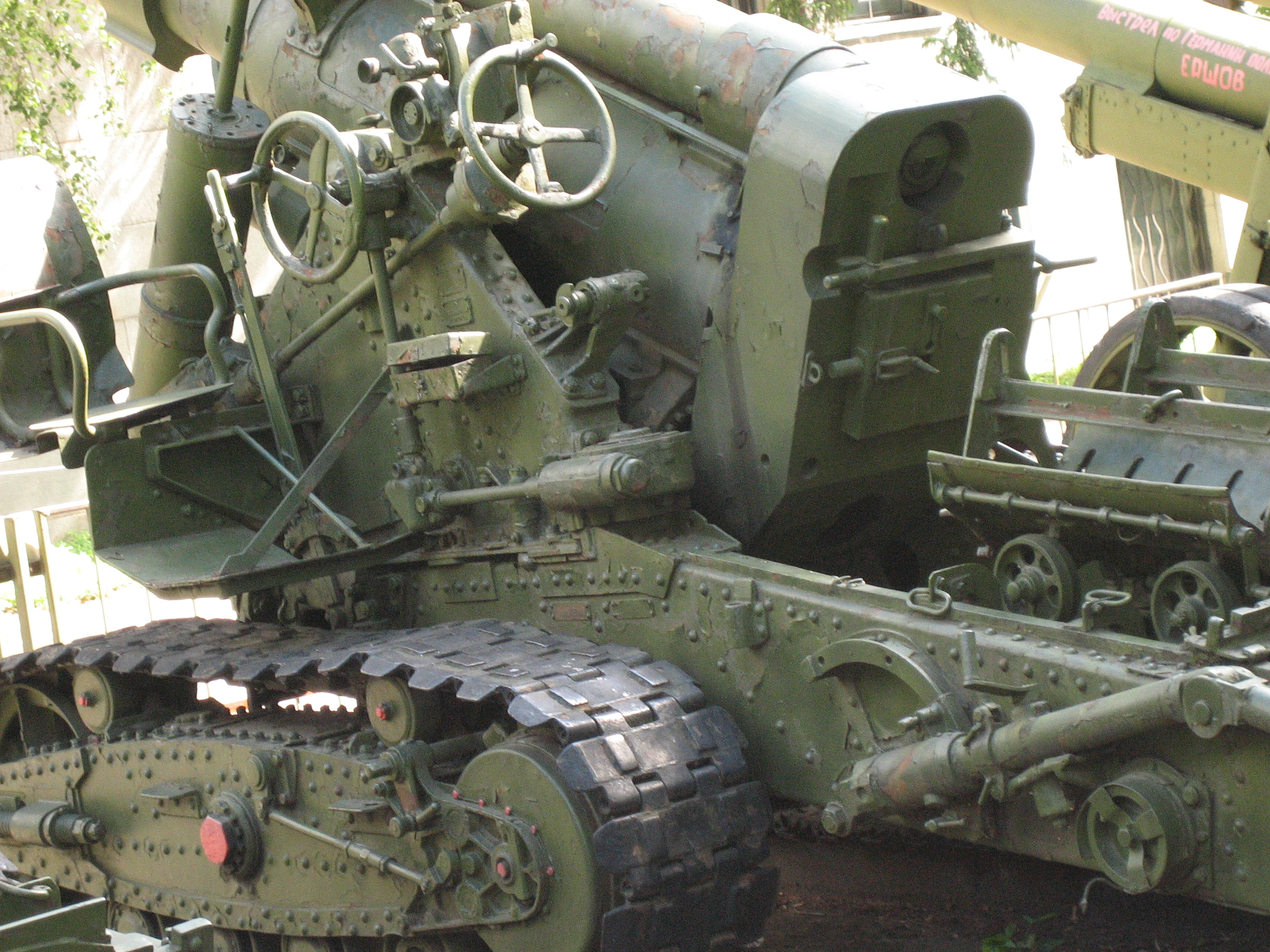
Br-2、閉鎖機および操砲装置

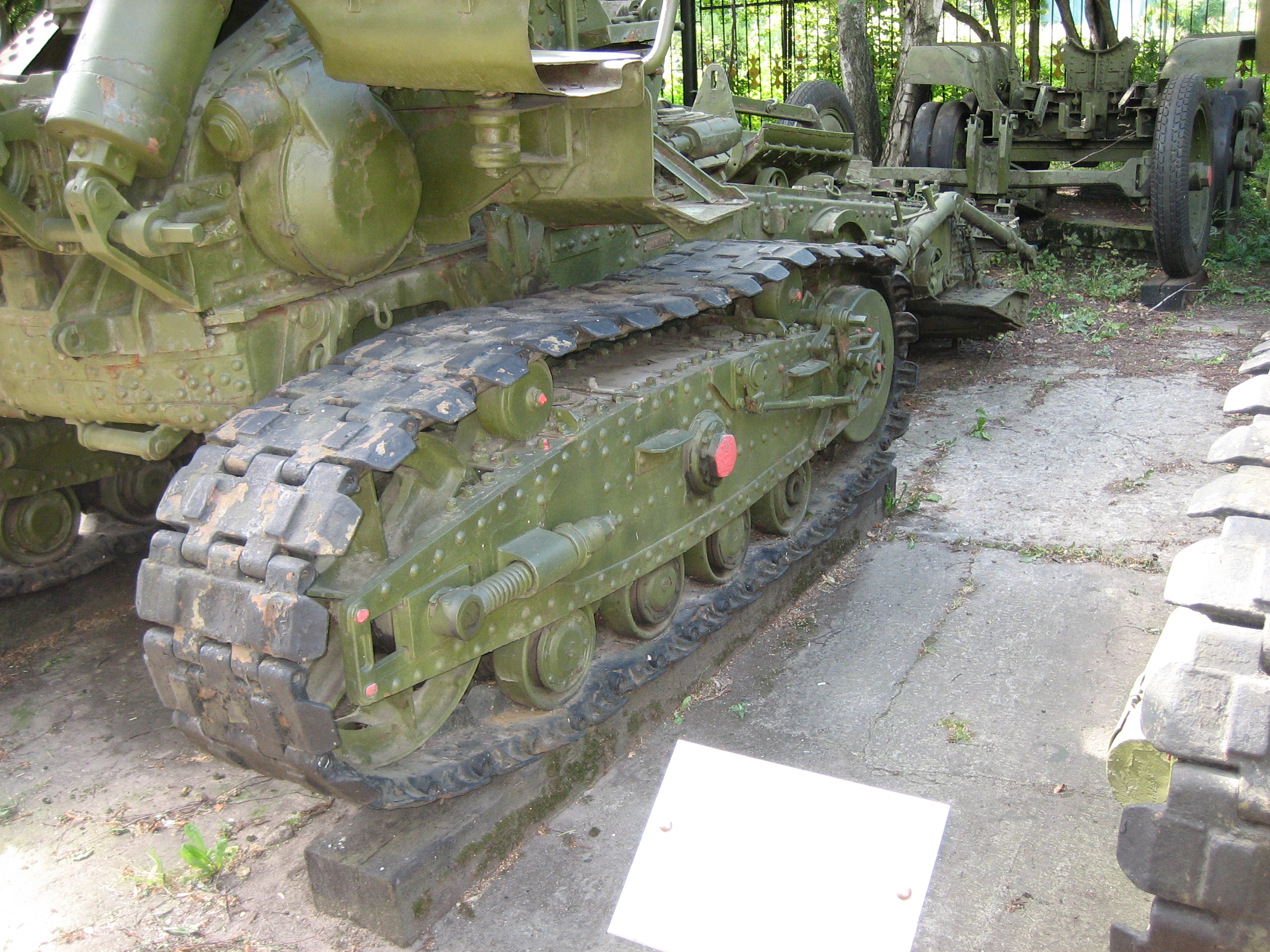
Br-2、履帯

Br-2は、内筒自由交換構造の47.2口径長砲身を持ち、隔螺式の閉鎖機を装備した。様々な後退長を持つ駐退復座機には、油圧式の駐退器と、空気油圧式の復座器が備えられた。本砲は装薬の装填にバッグを利用した。装填補助には特別な起重機が使われた。
一本の軌条から構成される装軌式走行装置は、B-4 203mm榴弾砲とBr-5 280mm臼砲の装備として使われたものと基本的に同一だった。この装置には圧縮式の平衡機構が含まれる。走行装置は、5kmから8km毎時の速度で本砲を短距離輸送できた。より長距離の輸送には、走行装置から砲身が外され、特別な砲車で分割輸送された。この場合、砲を戦闘状態へと展開するには45分から2時間を要した。
数種類の砲車が、砲身輸送のために使われた。1937年に生産された砲はBr-6砲車を受領した。他に使われた型式として、砲身搭載時には11.1tの重さとなった装輪式のBr-10、また砲身搭載時に13.42tに達した装軌式のBr-29がある。1938年8月7日の審査報告では、両方とも不満足なものであると言及された。前者は不良な踏破性能のため、後者は過度な重量のためである。
走行装置の牽引のためにVoroshilovets装軌式砲牽引車が使用された。より馬力の落とされたkomintern装軌式砲牽引車は、砲身を搭載した砲車の牽引に用いられた。

## 編成と就役

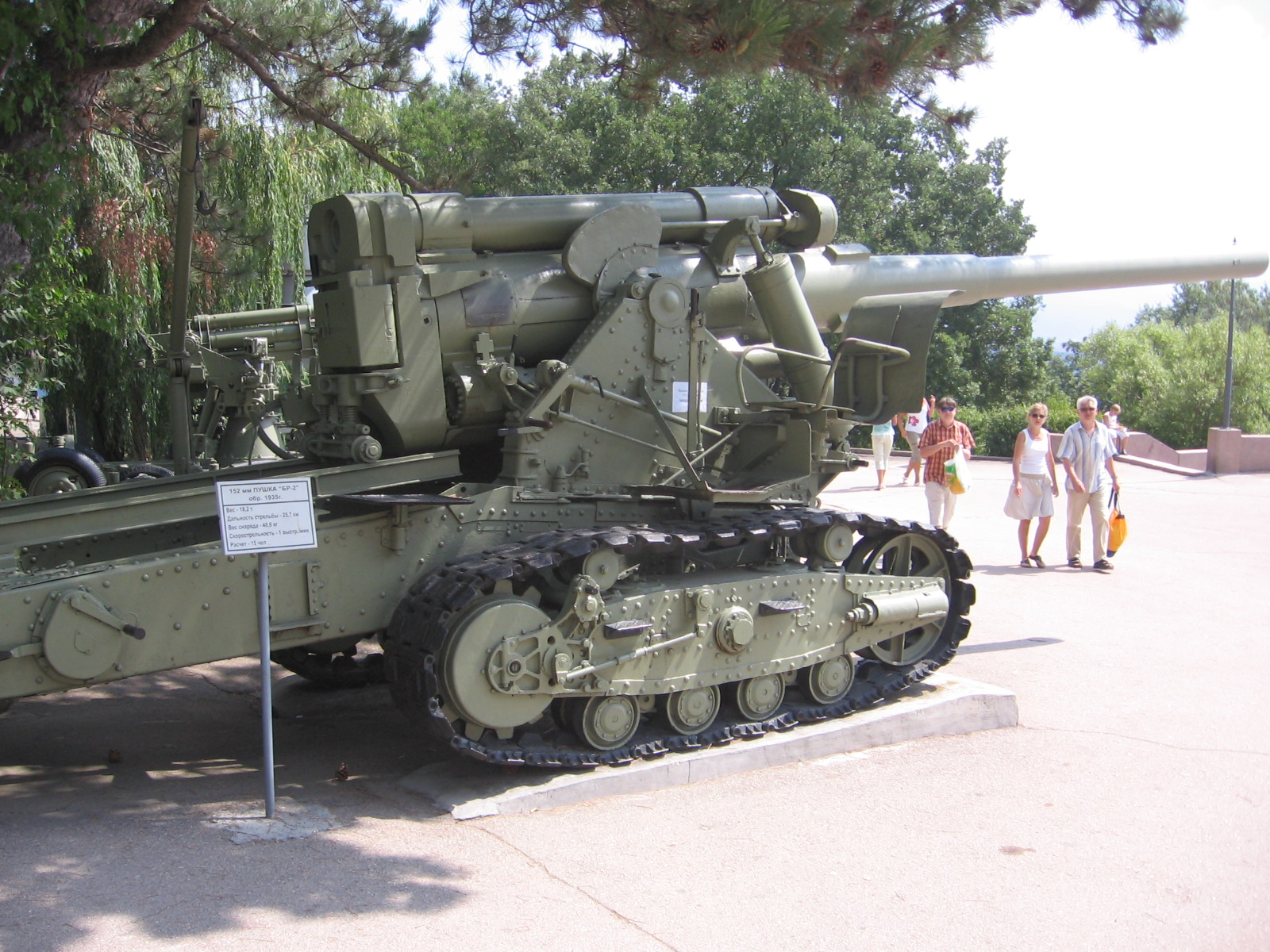
「英雄的な防御とセヴァストポリの解放」博物館のBr-2

本砲は冬戦争にて存在が確認されており、ここで1門が失われている。独ソ戦でも所々で存在が確認され、生き残ったものは1970年代まで改良を施されつつ制式装備として運用された。
1941年6月の段階で、Br-2は、主力部隊である重砲連隊の予備として配備された。この連隊は四つの大隊から成り、それぞれが3個の砲列から組織された。砲列は2門の砲を装備した。砲の総数は24門である。また2個の独立砲隊も存在した。独ソ戦の勃発以後、本砲は独立した6門の大隊として使用された。後、組織がもう一度変更され、2門の大隊4個から成る超重砲連隊となった。保有総数はBr-2が6門、Br-17 210mmカノン砲が2門である。1945年4月、ソ連軍はこうした連隊を4個保有した。
Br-2、またおそらくB-30はフィンランドで行われた冬戦争で戦闘に参加し、1門が失われた。1941年6月の時点でソ連赤軍は37門または38門の砲を保有し、うち24門は前記の超重砲連隊に編成され、さらに4門が2個独立砲隊となった。これらの砲列は沿岸砲としてアルハンゲリスク軍地区に配備された。残余の砲は主として浅施条型、また初期生産の試作砲であったが、基地の倉庫と実験場の中に残された。Br-2の実戦投入に関しては断片的な情報のみが残されている。いくつかの資料に拠れば、本砲はクルスク戦で使用されたと言及している。第8親衛軍はゼーロウ高地の戦いでこれらの砲を使用した。戦争終了の時点で主力部隊予備は本砲を28門保有しており、喪失はなかった。
近代化改修の施されたBr-2Mは、少なくとも1970年代までは軍務に残された。また、本砲とその派生型の各重砲に用いられた特徴的な履帯式の砲架は、その後もソビエト/ロシアで開発されたいくつかの火砲のテストベッドとして用いられ、2A46 125mm戦車砲や2A88 152mm縦列連装榴弾砲（2S35 Koalitsia-SV（ロシア語: 2С35 «Коалиция-СВ» ）試作自走砲の搭載砲）等の開発時に用いられている。
残存した砲は、モスクワに所在する中央軍博物館、サンクトペテルブルクの砲兵博物館、またセヴァストポリのサプン山で見ることができる。

## 派生型
- Br-2積層砲身型。試作砲である。
- Br-2浅施条型。1936年から1937年にかけて少なくとも7門が製造された。
- Br-2 162mm砲身型。試作砲である。
- Br-2深施条型。1939年から1940年にかけて27門製造。
- Br-2M Br-2の砲身に新規な装輪式走行装置を装備。1955年に採用された。

## 自走砲搭載型
唯一自走化されたBr-2とは、SU-14 (自走砲)の実験的な派生型である。車体にはT-35重戦車を使用し、T-28中戦車の部品も用いられた。これには203mm野砲、また152mm砲を輸送する目的があった。Br-2で武装した試作車輌はSU-14Br-2と呼ばれた。1941年の秋、この試作車輌はクビンカ実験場からドイツ軍を砲撃した。本車は未だにクビンカ戦車博物館に展示されている。

## 評価
Br-2の開発計画は、ほとんど成功とみなすことができない。主たる問題は、良好な踏破性能をもたらそうと試みた装軌式走行装置にある。この走行装置は過重であり、総体としての兵器の輸送に不適で、砲に左右8度という限定的な射界しか与えられなかった。8度の射界を超えて砲を動かすには25分を要した。砲身の分解輸送は、少なくとも45分の準備時間を意味した。またことさらに劣悪な道路状況では、巨大な砲を動かすために強力な砲牽引車が必要だった。砲身の耐用年数と発射率も不満足なものだった。砲身寿命の問題を改善する試みは、2種類の砲身の存在に至り、またそれは異なる弾薬を用いるものだった。前述の欠点に加え、本砲の補給は不足しており、第二次世界大戦中に利用できたのは37または38門の砲だけだった。
比較としては、ドイツ国防軍は口径15cmの重砲を数種類保有していた。15cm K 16、15cm K 18、15cm K 39である。ドイツ海軍が保有した、数の限定された15 cm SK C/28砲は、装輪式の走行装置を装備した。それらのうち最も数多い砲は、少なくとも101門製造されたK 18である。Br-2のように、この砲の砲身と走行装置は分割輸送され、射程は24,740mと同程度の範囲だった。しかし、ラインメタル社の設計は多くの点で優れていた。この砲は輸送状態で18,310kg、戦闘状態で12,930kgとより軽く、比較的速やかな360度旋回を行うためにはターンテーブル・プラットホームを用い、より弾薬が長射程だった。ただし、この砲の高性能榴弾は炸薬量が約1kg少ない。もう一つ、Br-2と相応する兵器は、338門生産された17cm K 18 MrsLafだった。重量はBr-2と同等で、輸送状態で23,375kg、戦闘状態では17,520kgであり、さらに分解輸送されたこの砲は遙かに強力であった。射程29.6kmの範囲に68kgの砲弾を投射し、ターンテーブル・プラットホームによって全周旋回した。
またアメリカ製のM59 155mmカノン砲との比較は興味深い。ロングトムと通称されるこの砲は射程が23.2kmといくぶん劣る。しかしこの砲は非常に軽く、輸送状態では13.9tであり、分解することなく一体として輸送された。この砲の、架尾が左右へ展開されて砲架となる走行装置は、左右60度の旋回が可能であり、発砲状態でのより良い安定性を提供した。

## 弾薬
Br-2は、特別に開発された砲弾を発砲した。浅施条型の砲と深施条型の砲は異なる砲弾を用いた。破片効果榴弾および対コンクリート砲弾が生産されている。完全に明らかとされていないものの、化学砲弾、また「特別な」つまり原子砲弾も存在したという若干の情報がある。 装薬バッグには、3つの装薬を収容できた。装薬量には全収容、no. 1、no. 2の形式がある。
| Ammunition for the pieces with deep rifling. |        |            |                |                 |           |
| 弾種                                         | 型式   | 重量（kg） | 炸薬重量（kg） | 砲口初速（m/s） | 射程（m） |
| 破片効果榴弾                                 | OF-551 | 48.9       | 6.53           | 880             | 25,000    |
| 対コンクリート                               | G-551  | 49.0       |                |                 |           |

| Ammunition for the pieces with shallow rifling |        |            |                |                 |           |
| 弾種                                           | 型式   | 重量（kg） | 炸薬重量（kg） | 砲口初速（m/s） | 射程（m） |
| 破片効果榴弾                                   | OF-550 | 49.0       | 7.0            | 880             | 27,000    |
| 対コンクリート                                 | Г-550  | 49.0       |                |                 |           |